# Ženskaja sobstvennost'
Ženskaja sobstvennost' (Женская собственность) è un film del 1999 diretto da Dmitrij Meschiev.

## Trama
Il film racconta di un ragazzo privo di talento ma affascinante di nome Andrej, che sostiene gli esami all'istituto di teatro e si innamora del suo esaminatore.